# Kerry Sanderson
Kerry Sanderson AC, CVO (Subiaco, 21 december 1950) is een gepensioneerd ambtenaar. Ze diende van 20 oktober 2014 tot 1 mei 2018 als 32e gouverneur van West-Australië en is de eerste vrouw die dit ambt droeg.
Sanderson studeerde aan de 'Churchlands Senior High School' en de universiteit van West-Australië. Na haar studies trad ze tot de ambtenarij toe en klom op in de departementen transport en financiën van de West-Australische overheid. Van 1991 tot 2008 was ze bestuursvoorzitter van de haven van Fremantle. Onder haar leiderschap werden de havenactiviteiten geherstructureerd, de doelmatigheid verhoogd en maakte het havenbedrijf terug winst.
Van 2008 tot 2011 was Sanderson 'Agent-General' voor West-Australië. In die hoedanigheid vertegenwoordigde ze de West-Australische belangen in het Verenigd Koninkrijk en Europa. Na haar terugkeer in West-Australië zetelde Sanderson in de raden van bestuur van verschillende beursgenoteerde bedrijven. In 2014 volgde ze Malcolm McCusker als gouverneur van West-Australië op. Sinds januari 2019 is Sanderson bestuurlijk hoofd ('Chancellor') van de Edith Cowan University.

## Vroege leven en ambtenarij
Sanderson werd in 1950 in Perth geboren. Ze groeide op in de westelijke buitenwijken en volgde onderwijs aan de 'Wembley Primary School' en de 'Churchlands Senior High School'. Daarna behaalde ze een 'Bachelor of Science' in de wiskunde en een 'Bachelor of Economics' aan de universiteit van West-Australië.
Na haar studies begon Sanderson in IT te werken maar vervoegde algauw de ambtenarij. Ze werkte 17 jaar voor het departement financiën en werd er directeur van de afdeling economisch en financieel beleid. Daarna was Sanderson vier jaar lang vice-directeur-generaal van het departement transport. Ze werd "een van West-Australiës meest ervaren en gerespecteerde bureaucraten".
Sanderson was gehuwd met Lancelot John (Lance) Sanderson. Ze hadden twee zonen. Haar man overleed in 2007.

### Fremantle Ports
In oktober 1991 werd Sanderson benoemd tot waarnemend algemeen directeur van 'Fremantle Ports', een beursgenoteerd overheidsbedrijf dat verantwoordelijk is voor de uitbating van de haven van Fremantle en de bijhorende havenactiviteiten in de Cockburn Sound. Later op het jaar werd ze er tot bestuursvoorzitter (CEO) benoemd. In november 1997 werd Sanderson voor nog eens vijf jaar herbenoemd. Uiteindelijk bleef ze tot oktober 2008 op post.
Ondanks de "vooroordelen over haar geslacht en de reputatie van traagheid die de Australische havens kenmerkte" veranderde Sanderson "Australiës meest inefficiënte in de snelste haven". Ze introduceerde integrale kwaliteitszorg in het bedrijf en factureerde de klant per volume in plaats van naar de tijd dat een schip voor anker lag. Op drie jaar tijd zette ze een verlies van 37 miljoen Australische dollar (in 1990-91) om in winst. Ze onderhandelde nieuwe arbeidsvoorwaarden met de vakbonden. Tijdens haar periode als CEO versnelde de behandelingstijd van containers met 300 % en steeg het aantal ton behandelde goederen met 56 %. In 2008 werd Sanderson door algemeen directeur strategische en commerciële ontwikkeling Chris Leatt-Hayter opgevolgd.

### Agent-General
Sanderson volgde in juli 2008 Noel Ashcroft op als West-Australisch 'Agent-General'. Ze werd op aanwijzen van Alan Carpenter, toenmalig premier van West-Australië, door gouverneur Ken Michael benoemd. Sanderson werd zo de eerste vrouwelijke Australische 'Agent-General'. De 'Agent-General', gehuisvest in het 'Australia House' in Londen, is als hoofd van de regerings 'European Office' verantwoordelijk voor het promoten van handel en investeringen en oefent enkele diplomatieke functies uit.
Tijdens haar periode als 'Agent-General' had Sanderson vooral aandacht voor het aantrekken van buitenlandse investeringen en geschoolde immigranten. Ze promootte de uitvoer van West-Australische wijnen en landbouwproducten naar Europa. Sanderson was betrokken bij het succesvolle Australische aanbod om de Square Kilometre Array nabij het West-Australische Boolardy te bouwen. In december 2011 werd ze door Kevin Skipworth opgevolgd.

## Private sector
Tijdens haar periode als hoofd van de haven van Fremantle zetelde Sanderson ook in de raden van bestuur van 'Austrade' en de 'Australian Wheat Board' en was een termijn voorzitter van 'Ports Australia'. Tijdens haar driejarige termijn als 'Agent-General' was het haar, vanwege de 'Agent General Act' van 1895, verboden functies in de private sector uit te oefenen.
Na haar termijn als 'Agent-General' werd Sanderson tot niet-uitvoerend bestuurder bij 'Downer EDI' benoemd, een ingenieurs- en infrastructuurbeheerbedrijf. Sindsdien werd ze ook opgenomen in de raden van bestuur van 'St John of God Health Care', 'Atlas Iron' en tal van liefdadigheids- en non-profitorganisaties. In januari 2013 werd ze tot 'adjunct professor' aan het handelsdepartement van de Curtin University benoemd. Sanderson nam ontslag uit al haar zakelijke functies alvorens ze aan haar termijn als gouverneur begon.

## Gouverneur van West-Australië
In augustus 2014 kondigde toenmalig West-Australisch premier Colin Barnett aan dat hij Sanderson als Malcolm McCuskers opvolger tot gouverneur van West-Australië zou aanduiden. Op 20 oktober 2014 werd Sanderson - als eerste vrouw in het ambt - voor een periode van drie jaar tot 32e gouverneur van West-Australië benoemd. Tijdens haar ambtsperiode woonde ze in de officiële gouverneursresidentie, het 'Government House', in Perth.
Na de verkiezingen van 2017 zwoer Sanderson voor de tweede keer een premier in, Mark McGowan van de Labor Party. In haar speech tijdens de opening van het parlement in mei 2017 brak ze de conventies door haar persoonlijke mening over een politieke aangelegenheid te geven. Sanderson haalde West-Australiës onevenredige aandeel in de omzetbelasting (GST) aan. Haar officiële secretaris bevestigde dat de aangelegenheid, in plaats van op voordracht van het kabinet zoals gebruikelijk, op initiatief van de gouverneur in de speech was opgenomen.
Op 3 april 2018 kondigde toenmalig West-Australisch premier Mark McGowan aan dat hij voormalig laborleider, en Australisch ambassadeur in de Verenigde Staten, Kim Beazley, als Sandersons opvolger tot gouverneur van West-Australië zou aanduiden. Sandersons ambtstermijn liep op 1 mei 2018 af.

## Verder carrière
Op 1 januari 2019 werd Andersons bestuurlijk hoofd ('Chancellor') van de 'Edith Cowan University' benoemd. Ze is de eerste vrouw in die positie. In april 2019 werd ze officieel verwelkomd door gouverneur Beazley.

## Erkenning
In 1996 werd Sanderson 'Telstra Business Woman of the Year'.
Op 1 januari 2001 kreeg Sanderson de Centenary Medal toegekend vanwege haar bijdrage aan de maritieme industrie.
Op 14 juni 2004 werd Sanderson tot officier (AO) en op 13 juni 2016 tot compagnon (CA) in de Orde van Australië benoemd. Op 28 december 2019 werd ze commandeur (CVO) in de Koninklijke Orde van Victoria.
In 2005 ontving Sanderson het eredoctoraat 'Doctor of Letters' van de universiteit van West-Australië.